# Сопотски манастир „Възнесение Христово“
Сопотският манастир „Възнесение Христово“ или „Свети Спас“ е български православен манастир в Пловдивската епархия на Българската православна църква.

## Местоположение
Намира се в околностите на град Сопот в подножието на Стара планина.

## История
Преместен на днешната си място към края на XIV век, той е продължител на другия манастир със същото име в сопотското землище, изчезнал около края на XIV век при османското нашествие. Може да се предположи, че манастирът „Свети Спас“ се е водил „царски“ – бил е дарен с права и имоти от цар Смилец, за което в манастира са се пазели няколко (вероятно две или три) грамоти, потвърждаващи даренията. Грамотите били пазени в манастира до 1870 г., след което били предадени от игумена на възрожденеца Найден Геров, за да ги публикува. Оттогава следите им се губят и най-вероятно те се съхраняват в някой засекретен архив из руските (бивши съветски) книгохранилища.
През цялото време на османското владичество манастирът е бил крепител на българските дух и книжовна традиция. В манастира е съществувал скрипторий (място за преписване на книги) – от него са оцелели няколко десетки книги, най-старата от които от 1480 г. Както бележи в „Очерк путешествия по Европейской Турции“ руският изследовател на книжовните старини Виктор Григорович, посетил манастира в 1845 г., в Сопотския манастир „Свети Спас“ винаги се е служило на църковнославянски и никога на гръцки език. Това се потвърждава и от съхранените в него богослужебни книги, които са изключително на църковнославянски. Тук са преписани и двете известни на науката „Сопотски преправки“ на „История славянобългарска“ от 1828 г. и 1845 г.
В този манастир Васил Левски приема монашеството и името Игнатий на 7 декември 1858 г., а по-късно го използва като едно от многото си убежища.
През 1875 г. революционерът Тодор Каблешков заклева в манастира членовете на възобновения Сопотски революционен комитет.
Църквата и чешмата в манастира са наново възстановени през 1879 г. от игумен Рафаил, чийто гроб се намира зад олтара. Зографът Георги Данчов, съратник на Левски, изографисва църквата. До южната стена на църквата се вижда голямата камбана, лята в Крайова през 1875 г. и подарена на манастира от граждани на Сопот, живеещи в Румъния.